# Mr. Woodcock
Mr. Woodcock er en amerikansk komediefilm fra 2007 instrueret af Craig Gillespie og har Seann William Scott, Billy Bob Thornton og Susan Sarandon i hovedrollerne.

## Medvirkende
- Billy Bob Thornton
- Seann William Scott
- Susan Sarandon
- Ethan Suplee
- Amy Poehler
- Melissa Sagemiller
- Bill Macy
- Tyra Banks

## Ekstern henvisning
- Mr. Woodcock på Internet Movie Database (engelsk)
- Mr. Woodcock på Filmdatabasen
- Mr. Woodcock på Scope
- Mr. Woodcock i Svensk Filmdatabas (svensk)
- Mr. Woodcock på AlloCiné (fransk)
- Mr. Woodcock på MovieMeter (nederlandsk)
- Mr. Woodcock på AllMovie (engelsk)
- Mr. Woodcock hos American Film Institute (engelsk)
- Mr. Woodcock på Turner Classic Movies (engelsk)
- Mr. Woodcock på The Movie Database (engelsk)